# Head Hunters
Head Hunters es el duodécimo álbum de estudio del músico estadounidense de jazz Herbie Hancock, lanzado el 13 de octubre de 1973 por Columbia Records en los Estados Unidos. Las sesiones de grabación se sucedieron durante septiembre de 1973 en Wally Heider Studios y Different Fur Trading Co. en San Francisco, California. Head Hunters es un publicación clave de la carrera de Herbie Hancock y un momento decisivo en el género del jazz-funk. En 2003, el álbum ocupó el 498º lugar en la lista de los 500 mejores álbumes de todos los tiempos según Rolling Stone. En 2007, la Biblioteca del Congreso de Estados Unidos lo añadió a su registro nacional de grabaciones, el cual colecta grabaciones de sonido que son «culturalmente, históricamente, o estéticamente importantes».

## Estructura y publicación
Head Hunters sigue una serie de álbumes experimentales por el sexteto de Hancock: Mwandishi (1970), Crossings (1971), y Sextant (1972), lanzado en un tiempo cuando Hancock estaba buscando una dirección nueva para su música.
Por el álbum nuevo, Hancock reunió una banda nueva, The Headhunters, de que únicamente Bennie Maupin ha sido un miembro del sexteto. Hancock tocó todas las partes de sintetizador por sí mismo. Anteriormente, compartía estos partes con Patrick Gleeson. Hancock decidió no usar una guitarra, favoreciendo el clavinet que es unos de los sonidos distintivos del álbum. La banda nueva figura una sección de ritmo orientado en rhythm and blues, el cual incluía Paul Jackson (bajo) y Harvey Mason (batería). El groove funky y relajado del álbum lo daba un atractivo a una audiencia mucho más grande. Un momento definitivo en el movimiento del jazz-fusión (o quizás la punta de lanza del estilo jazz-funk del género fusión), el álbum introdujo el rhythm and blues al fanático del jazz y viceversa. El álbum es una mezcla de ritmos de funk, como las notas 16.ª en el hi-hat y el corte del principio de «Chameleon», y formas de jazz y solos extendidos.
De los cuatro cortes en el álbum, «Watermelon Man» es la única que no estaba escrito por el álbum. Un éxito de sus días de hard-bop y publicado originalmente en el primer álbum de Hancock, Takin’ Off, fue reelaborado por Hancock y Mason y tiene introducción fácilmente reconocido en la que figura Bill Summers tocando botellas de cerveza para imitar el hindewo, un instrumente de los Pygmies de Mbuti del noreste de Zaire. La pista figura el uso de percusión africana. «Sly» fue dedicado al músico innovador de funk Sly Stone, quién fue líder de Sly and the Family Stone. «Chameleon», la primera pista, también con introducción fácilmente reconocido, empiece con una línea de bajo muy funky, tocado en el sintetizador ARP Odyssey. «Vein Melter» es más despacio, en la que figura Hancock y Maupin, en la que Hancock toca el Fender Rhodes piano eléctrico principalmente, pero de vez en cuando usa sintetizador.
Versiones muy editadas de «Chameleon» y «Vein Melter» fueron publicadas como sencillo de 45 rpm.
Después de su primera publicación, el álbum también fue mezclado en Cuadrafónico (sonido de cuatro canales) y publicado por Colombia en 1974 en formatos de vinilo y cartucho de 8 pistas. En estas mezclas figuran elementos de audio que no se oye en la versión de estéreo, incluyendo una melodía de dos segundos al principio de «Sly», tocado en un teclado. Fue lanzado digitalmente en la versión de Super Audio CD del álbum.
En el momento de la reedición de CD en 1992, fue el álbum de jazz de mayor venta de todos los tiempos, y ha sido una inspiración no solo para músicos de jazz, sino para los de funk, soul, jazz funk, y hip hop.
La banda de The Headhunters (con Mike Clark remplazando Harvey Mason en la batería) trabajaba con Hancock en otros álbumes, incluyendo Thrust (1974), Man-Child (1975), y Flood (en vivo en Japón, 1975). Los álbumes posteriores Secrets (1976) y Sunlight (1977) usó una variedad de personal. The Headhunters, con Hancock como solista invitado, crearon una serie de álbumes de funk, Survival of the Fittest (1975) y Straight from the Gate (1978). El primero fue producido por Hancock y figura el éxito «God Made me Funky».
La imagen de la portada, diseñada por Victor Moscoso, está basada en una máscara africana asociada con la tribu de Baoulé de Costa de Marfil. La familia de estas máscaras es conocida como Goli. Su presencia es llamada en momentos de peligro, durante epidemias o en ceremonias funerales.

## Lista de canciones
Cara A
1. «Chameleon» (Herbie Hancock/Paul Jackson/Harvey Mason/Bennie Maupin) – 15:41
2. «Watermelon Man» (Hancock) – 6:29

Cara B
1. «Sly» (Hancock) – 10:15
2. «Vein Melter» (Hancock) – 9:09

## Single
- «Chameleon» (2:50)/«Vein Melter» (4:00) - Columbia 4-46002 (U.S.); lanzado 1974

El sencillo no ha sido lanzado en formato de CD.

## Personal

### Músicos
- Herbie Hancock
  - Fender Rhodes piano eléctrico
  - Hohner D6 clavinet
  - ARP Odyssey sintetizador
  - ARP Soloist sintetizador
- Bennie Maupin
  - Saxofones soprano y tenor
  - Saxello
  - Clarinete bajo
  - Flauta alta
- Paul Jackson
  - Bajo eléctrico
  - Marímbula
- Bill Summers
  - Conga
  - Shekere
  - Balafon
  - Agogô
  - Cabasa
  - Hindewhu
  - Pandereta
  - Tambores de hendidura
  - Surdo
  - Gankogui
  - Botella de cerveza
- Harvey Mason
  - Batería

### Producción
- Producido por Herbie Hancock y David Rubinson.
- Grabado en
  - Wally Heider Studios, San Francisco, California
    - Ingenieros de grabación: Fred Catero, Jeremy Aztkin

  - Different Fur Trading, San Francisco
    - Ingenieros de grabación: Dane Butcher, John Vieira

  - Un producto de Catero Sound Co., San Francisco
- Gestión de artistas: Adamsdad Management Co., San Francisco
- Diseño de carátula: Victor Moscoso
- Fotos: Waldo Bascom

- Datos: Q1034640